# Capitularina involucrata
Capitularina es un género monotípico de plantas con flores de la familia de las ciperáceas. Su única especie es Capitularina involucrata (J.V.Suringar) J.Kern. Es originaria de Nueva Guinea a islas Solomon.

## Taxonomía
Capitularina involucrata fue descrita por  (J.V.Suringar) J.Kern y publicado en Flora Malesiana : Series I : Spermatophyta 7(3): 460. 1974.
Sinonimia
- Capitularia foliata Uittien
- Capitularia foliata var. archboldii Uittien
- Capitularia involucrata J.V.Suringar
- Chorizandra involucrata (J.V.Suringar) Ridl.[3][4]